# Municipis d'Angola

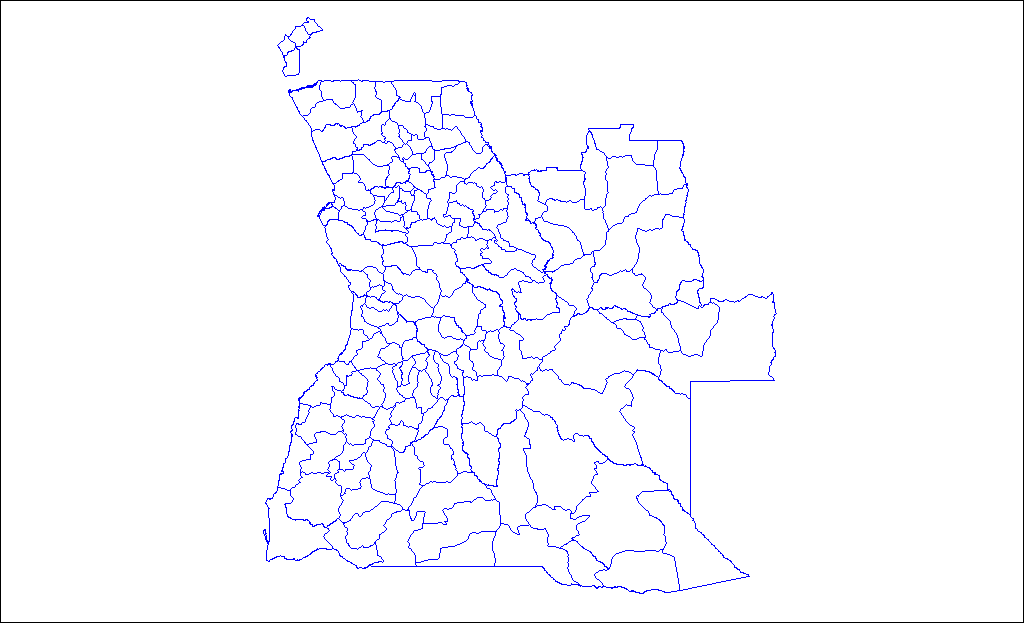
Municipis d'Angola

Aquesta és la llista de Municipis d'Angola, agrupats per província.
Angola es divideix en 18 províncias que se subdivideixes en 162 municípios (municipis o consells municipals), i que se subdivideixen en 613 comunas (comunes).
| Província      | Capital      | Municipis |
| -------------- | ------------ | --- |
| Bengo          | Caxito       | Ambriz, Bula Atumba, Dande, Dembos, Ícolo e Bengo, Nambuangongo, Pango-Aluquém                                                                       |
| Benguela       | Benguela     | Balombo, Balombo, Baía Farta, Benguela, Bocoio, Caimbambo, Chongoroi, Cubal, Ganda, Lobito                                                           |
| Bié            | Kuito        | Andulo, Camacupa, Catabola, Chinguar, Chitembo, Cuemba, Cunhinga, Kuito, Nharea                                                                      |
| Cabinda        | Cabinda      | Belize, Buco Zau, Cabinda, Cacongo |
| Cuando Cubango | Menongue     | Calai, Cuangar, Cuchi, Cuito Cuanavale, Dirico, Mavinga, Menongue, Nancova, Rivungo                                                                  |
| Cunene         | Ondjiva      | Cahama, Cuanhama, Curoca, Cuvelai, Namacunde, Ombadja                                                                                                |
| Huambo         | Huambo       | Bailundo, Catchiungo, Caála, Ekunha, Huambo, Londuimbale, Longonjo, Mungo, Tchicala Tcholohanga, Tchinjenje, Ukuma                                   |
| Huíla          | Lubango      | Caconda, Caluquembe, Gambos, Chibia, Chicomba, Chipindo, Cuvango, Humpata, Jamba, Lubango, Matala, Quilengues, Quipungo                              |
| Kwanza-Nord    | N'dalatando  | Ambaca, Banga, Bolongongo, Cambambe, Cazengo, Golungo Alto, Gonguembo, Lucala, Quiculungo, Samba Cajú                                                |
| Kwanza-Sud     | Sumbe        | Amboim, Cassongue, Conda, Ebo, Libolo, Mussende, Porto Amboim, Quibala, Quilenda, Cela, Sumbe, Waku-Kungo                                            |
| Luanda         | Luanda       | Cazenga, Maianga, Ingombota, Samba, Viana, Cacuaco, Rangel, Kilamba Kiaxi, Sambizanga                                                                |
| Lunda-Nord     | Lucapa       | Cambulo, Capenda Camulemba, Caungula, Chitato, Cuango, Cuílo, Lóvua, Lubalo, Lucapa, Xá-Muteba                                                       |
| Lunda-Sud      | Saurimo      | Cacolo, Dala, Muconda, Saurimo |
| Malanje        | Malanje      | Cacuso, Calandula, Cambundi Catembo, Cangandala, Cahombo, Kiuaba Nzoji, Cunda Dia Baze, Luquembo, Malanje, Marimba, Massango, Mucari, Quela, Quirima |
| Moxico         | Luena        | Alto Zambeze, Bundas, Camanongue, Léua, Luau, Luacano, Luchazes, Lumeje, Moxico                                                                      |
| Namibe         | Namibe       | Bibala, Camacuio, Namibe, Tômbwa, Virei |
| Uíge           | Uíge         | Cangola, Ambuíla, Bembe, Buengas, Damba, Santa Cruz, Mucaba, Negaje, Puri, Quimbele, Quitexe, Sanza Pombo, Songo, Uíge, Maquela do Zombo             |
| Zaire          | Mbanza Kongo | Cuimba, Mbanza Kongo, Nóqui, Nzeto, Soyo, Tomboco |